# Kenny Ball

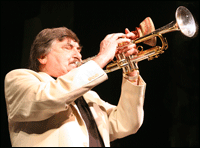
Kenny Ball (2006)

Kenneth Daniel „Kenny“ Ball (* 22. Mai 1930 in Municipal Borough of Ilford, Essex, England; † 7. März 2013 in Basildon, Essex) war ein britischer Jazzmusiker, der als Bandleader und Trompeter seiner Band Kenny Ball & His Jazzmen bekannt wurde.

## Leben
Nachdem er einige Jahre in verschiedenen Dixieland-Bands gespielt hatte, gründete er 1958 eine Band namens Kenny Ball & His Jazzmen mit Musikern wie Dave Jones. Im Sommer 1959 veröffentlichten sie ihre erste Single Waterloo.
Ende der 1950er Jahre wurde der Traditional Jazz in Großbritannien durch Interpreten und Orchesterleiter wie Chris Barber, Mr. Acker Bilk und andere sehr populär. Im Februar 1961 erreichte Kenny Ball mit Samantha erstmals eine Position (13.) auf vorderen Plätzen der britischen Charts. Sein großer Durchbruch aber war Midnight in Moscow, eine von Ball neu arrangierte, aus Russland stammende Melodie. Der Titel wurde ein internationaler Millionenseller; er erreichte in Großbritannien und in den Vereinigten Staaten Platz 2 sowie in Deutschland Platz 29 in den Charts. Außerhalb seiner Heimat blieb es Balls einziger Hit.
In Großbritannien wurden seine Stücke March of the Siamese Children aus dem Musical The King and I von Richard Rodgers und The Green Leaves of Summer aus dem John-Wayne-Western Alamo danach Top-10-Hits. Bis 1964 waren danach noch einige seiner Singles erfolgreich, unter anderem eine Instrumentalversion des Kyu-Sakamoto-Klassikers Sukiyaki.
Als kurz darauf die Hochphase des Merseybeat anbrach, war Balls Stil bei den Plattenkäufern nicht mehr gefragt. 1967 hatte er einen letzten Charthit mit einer Version des Beatles-Liedes When I’m Sixty-Four.
1968 spielte er mit Louis Armstrong auf dessen letzter Europatournee.
Im Zuge diverser Oldiefestivals erlangte er in späteren Jahren vornehmlich in Großbritannien erneute Berühmtheit und tourte mit seinen Hits durch sein Heimatland.
Am 10. November 2011 trat er in der Abschiedsveranstaltung The Famous 3 B’s zusammen mit seinen legendären Jazz-Kollegen Chris Barber und Mr. Acker Bilk im Berliner Tempodrom auf.
Er starb am 7. März 2013 an den Folgen einer Lungenentzündung.

## Diskografie

### Alben
| Jahr | Titel                             | Höchstplatzierung, Gesamtwochen, AuszeichnungChartplatzierungen (Jahr, Titel, Platzierungen, Wochen, Auszeichnungen, Anmerkungen) | Höchstplatzierung, Gesamtwochen, AuszeichnungChartplatzierungen (Jahr, Titel, Platzierungen, Wochen, Auszeichnungen, Anmerkungen) | Anmerkungen                     |
| Jahr | Titel                             | UK | US | Anmerkungen                     |
| ---- | --------------------------------- | --- | --- | ------------------------------- |
| 1962 | Midnight in Moscow                | — | US13 (32 Wo.)US |                                 |
| 1962 | The Best of Ball, Barber And Bilk | UK1 (24 Wo.)UK | — | mit Chris Barber und Acker Bilk |
| 1963 | Kenny Ball’s Golden Hits          | UK4 (26 Wo.)UK | — |                                 |

Weitere Alben
- 1968: Kenny Ball and his Jazzmen in Berlin

### Singles
| Jahr | Titel Album                     | Höchstplatzierung, Gesamtwochen, AuszeichnungChartplatzierungen (Jahr, Titel, Album, Platzierungen, Wochen, Auszeichnungen, Anmerkungen) | Höchstplatzierung, Gesamtwochen, AuszeichnungChartplatzierungen (Jahr, Titel, Album, Platzierungen, Wochen, Auszeichnungen, Anmerkungen) | Höchstplatzierung, Gesamtwochen, AuszeichnungChartplatzierungen (Jahr, Titel, Album, Platzierungen, Wochen, Auszeichnungen, Anmerkungen) | Anmerkungen                                        |
| Jahr | Titel Album                     | DE | UK | US | Anmerkungen                                        |
| ---- | ------------------------------- | --- | --- | --- | -------------------------------------------------- |
| 1961 | Samantha –                      | — | UK13 (15 Wo.)UK | — | Lonnie Donegan presents Kenny Ball And His Jazzmen |
| 1961 | I Still Love You All –          | — | UK24 (6 Wo.)UK | — |                                                    |
| 1961 | Someday (You’ll Be Sorry) –     | — | UK28 (6 Wo.)UK | — |                                                    |
| 1961 | Midnight in Moscow              | DE29 (24 Wo.)DE | UK2 (21 Wo.)UK | US2 (14 Wo.)US |                                                    |
| 1962 | March of the Siamese Children – | — | UK4 (13 Wo.)UK | US88 (1 Wo.)US |                                                    |
| 1962 | The Green Leaves of Summer –    | — | UK7 (14 Wo.)UK | US87 (6 Wo.)US |                                                    |
| 1962 | So Do I –                       | — | UK14 (8 Wo.)UK | — |                                                    |
| 1962 | The Pay Off –                   | — | UK23 (6 Wo.)UK | — |                                                    |
| 1963 | Sukiyaki –                      | — | UK10 (13 Wo.)UK | — |                                                    |
| 1963 | Casablanca –                    | — | UK21 (11 Wo.)UK | — |                                                    |
| 1963 | Rondo –                         | — | UK24 (8 Wo.)UK | — |                                                    |
| 1963 | Acapulco 1922 –                 | — | UK27 (6 Wo.)UK | — |                                                    |
| 1964 | Hello Dolly –                   | — | UK30 (7 Wo.)UK | — |                                                    |
| 1967 | When I’m Sixty-Four –           | — | UK43 (2 Wo.)UK | — |                                                    |